# トロケマイケル
トロケ マイケル（Toloke Michael、1990年5月15日 - ）は、ラグビーユニオンの選手。旧名マイケル・バー・トロケ 。帰化後の一時期は四ノ宮（しのみや）の苗字で活動していた。

## プロフィール
- 2017年、日本国籍を取得[2]。
- 2013年に7人制トンガ代表[3]、2019年に7人制日本代表として出場。
- ニックネームはマイコー、バートロケ。
- 父は元トンガ代表のソロモナ・バー・トロケ[4]。

## 略歴
トンガ出身。日本の小学校に通い、中学1年までは釜石に住んでいた。
キングスカレッジ高校卒業後、2011年、日本大学に入る。
2014年、日本大学ラグビー部の副将を務めた。
2015年、日本大学卒業後、釜石シーウェイブスに加入。
2016年9月10日に行われたトップイーストリーグDiv.1第1節の秋田ノーザンブレッツ戦に先発出場で公式戦初出場を果たす。
2017年、日本国籍を取得した。
2018年、NTTコミュニケーションズシャイニングアークス (現: 浦安D-Rocks)に加入。
2019年、7人制ラグビー日本代表としてHSBC WRセブンズシリーズ、アジアラグビーセブンズシリーズに出場した。
2021年、宗像サニックスブルースに加入。
翌2022年、清水建設江東ブルーシャークスに加入。
2025年6月、清水建設江東ブルーシャークスを退団した。